# Williamsburg (New Mexico)
Williamsburg is een plaats (village) in de Amerikaanse staat New Mexico.

## Demografie
Bij de volkstelling in 2000 werd het aantal inwoners vastgesteld op 527.

## Geografie
Volgens het United States Census Bureau beslaat de plaats een oppervlakte van
1,2 km², geheel bestaande uit land.

## Plaatsen in de nabije omgeving
De onderstaande figuur toont nabijgelegen plaatsen in een straal van 56 km rond Williamsburg.